# Nile
Nile (в переводе с англ. — «Нил») — американская группа, играющая в стиле техничный дэт-метал. Группа была основана в 1993 году в городе Гринвилл, штат Южная Каролина, нынешним вокалистом и гитаристом Карлом Сандерсом, бас-гитаристом Чифом Спайрсом и барабанщиком Питом Хамурой.
Характерной чертой музыки Nile — является смешивание традиционных египетских мотивов с современным дэт-металом. Группа в своём творчестве использует симфонические элементы в написании песен, они смогли создать невероятное сочетание техничного дэт-метала с традиционной восточной музыкой. Написанием лирики занимается один из основателей группы Карл Сандерс. В лирике песен он отдаёт предпочтение древнеегипетским мифам, легендам, которые изначально были вырезаны в виде иероглифов на древних зданиях, на папирусных свитках. Лирика песен зачастую содержит описание сражений, ритуальных и религиозных церемоний. Данное направление дало большой вклад в последующее музыкальное развитие группы. Также для творчества группы характерно влияние книг американского писателя Говарда Филлипса Лавкрафта, что нередко прослеживается в стилистических и синтаксических особенностях их текстов.
За свою карьеру Nile выпустила десять студийных альбомов, три EP, два сборника. На данный момент последним альбомом группы является альбом The Underworld Awaits Us All, выпущенный на лейбле Napalm Records 23 августа 2024 года.

## История группы

### Начало — Amongst the Catacombs of Nephren-Ka (1995—1998)
После создания группы в 1993 году в городе Гринвилл, штат Южная Каролина, нынешним вокалистом и гитаристом Карлом Сандерсом, бас-гитаристом Чифом Спайрсом и ударником Питом Хамурой, Nile начали экспериментировать со звучанием и создали мощный сплав из традиционных египетских мотивов и брутального дэт-метала. В 1994 году Nile выпускают демоальбом, после этой записи группа выпускает в 1995 году свой первый EP Festivals of Atonement, затем через два года выходит второй EP группы под названием Ramses Bringer of War, состоящий из трёх песен, выпущенный на лейбле Visceral Productions. После этой записи Nile попали в поле зрения лейбла Relapse Records, с которым уже в 1998 году записали первый студийный альбом, который назывался Amongst the Catacombs of Nephren-Ka и был выпущен 28 апреля 1998 года. Название альбома — это ссылка на рассказ Говарда Филлипса Лавкрафта «Посторонний». Эта фраза присутствует в песне «Beneath Eternal Oceans of Sand», лирика которой перефразирует текст рассказа.
Следом за выпуском альбома следуют гастроли по США, а затем мировое турне с Morbid Angel. В это время в группу приходит гитарист Даллас Толер-Уэйд, а ушедшего из группы Пита Хаммуру заменил Тони Лорено из Angelcorpse.

### Black Seeds of Vengeance — In Their Darkened Shrines (1999—2004)

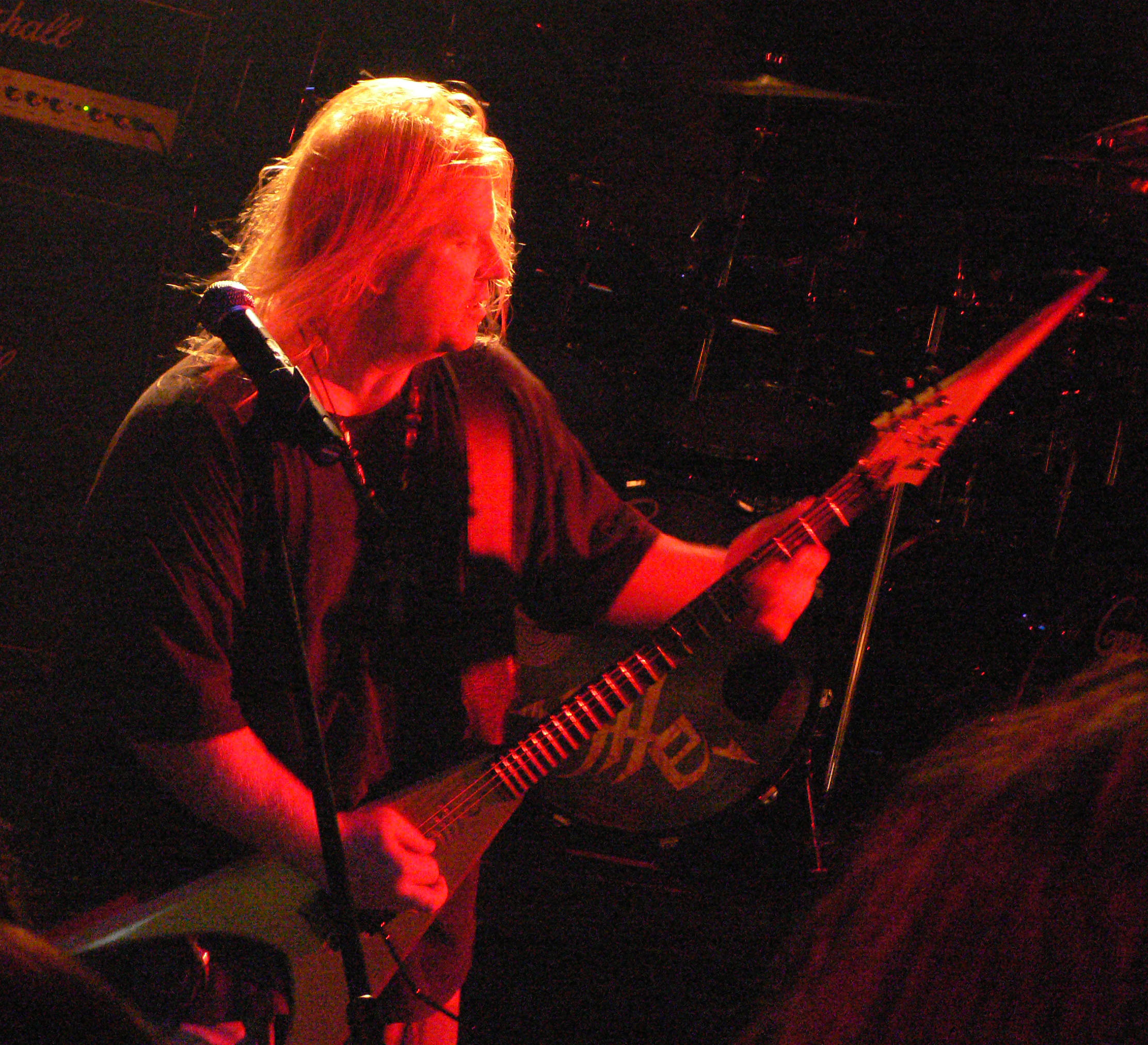
Карл Сандерс

С августа 1999 года группа начала подготовку к записи своего второго альбома под названием Black Seeds of Vengeance. Nile собирались сделать его ещё более жёстким и техничным, при этом оставив место для восточных мотивов. Карл Сандерс придумывал лирику песен и сочинял для них гитарные партии, затем на репетициях музыканты вместе дорабатывали готовый материал. Весной 2000 года группа переехала в студию Soundlab для записи альбома вместе с продюсером Бобом Муром. Новый альбом стал следующей ступенью в развитии группы. Второй студийный альбом группы под названием Black Seeds of Vengeance был выпущен 5 сентября 2000 года на лейбле Relapse Records. По оценкам рецензентов, критиков и фанатов альбом получился намного более зрелым чем его предшественник — композиции стали более продолжительными и техничными, тексты песен стали ещё более эпическими и содержали в себе яркие описания сцен битв и сражений за господство и власть. Для записи альбома характерно использование традиционных восточных инструментов — ситары, гонги, металлические барабаны, что создавало атмосферу альбома. Через год, после разногласий с другими участниками, группу покидает Чиф Спайрс. На его место приходит Джон Весано.

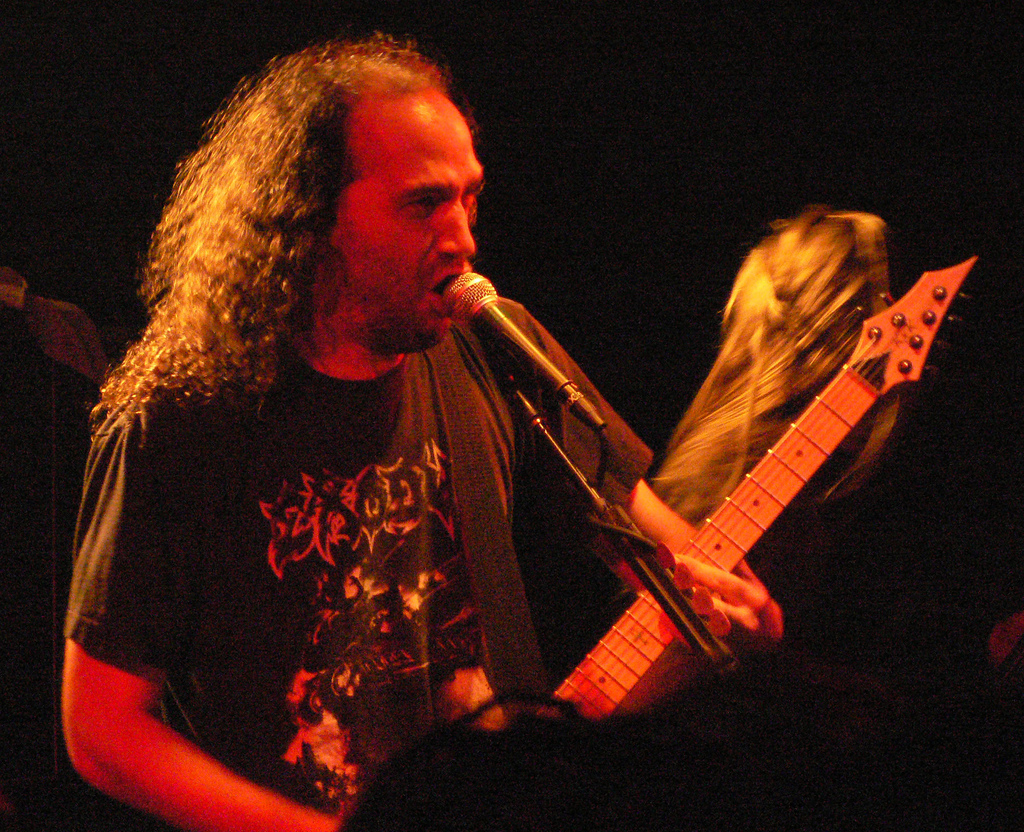
Даллас Толер-Уэйд

Третьим студийным альбомом группы стал альбом In Their Darkened Shrines, третий альбом в сотрудничестве с продюсером Бобом Муром, выпущенный 20 августа 2002 года на лейбле Relapse Records. Для этого альбома характерны те же восточные мотивы и техничность исполнения. Лирика песни «In Their Darkened Shrines IV: Ruins» построена на рассказе Лавкрафта «Безымянный город». После выхода альбома группа снова отправилась в турне по США и Европе. Группа выступала летом 2002 года вместе с Origin и Arch Enemy. После успеха первого тура в поддержку альбома In Their Darkened Shrines, группа организовала второй тур, получивший название «Art of Noise Tour». Nile выступали с такими известными группами, как Napalm Death и Voivod. Затем группа отправилась в Европу, выступив на фестивалях «Gods of Metal» и «Fields of Rock» вместе такими известными группами, как Metallica, Limp Bizkit, Marilyn Manson и Disturbed. Так же в это время группа сняла два видеоклипа на композиции из альбома In Their Darkened Shrines. Записи были сделаны на песни «Sarcophagus» и «Execration Text». Сразу после этого Nile вернулись обратно в Америку, выступив с такими группами, как Kreator и Amon Amarth.

### Annihilation of the Wicked — Ithyphallic (2005—2007)

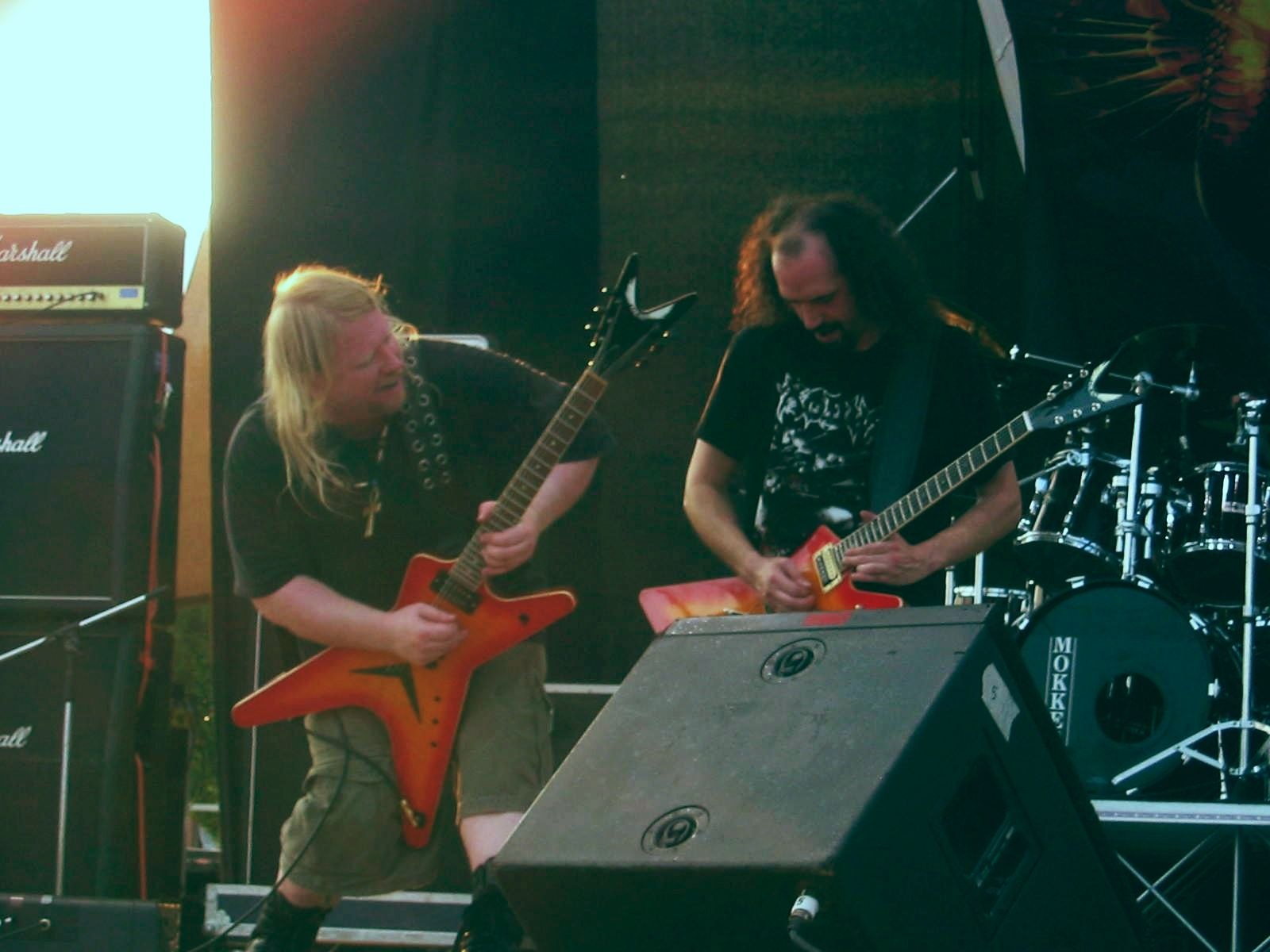
Карл Сандерс и Даллас Толер-Уэйд на Evolution Festival 2006

Следующим, четвёртым по счёту студийным альбомом Nile стал альбом под названием Annihilation of the Wicked, который был выпущен на лейбле Relapse Records 23 мая 2005 года. Это первый альбом с новым барабанщиком Джорджем Коллиасом, заменившим Тони Лаурано. Этот альбом в стилистическом плане мало чем отличается от предыдущих альбомов группы. Лирика песен всё также вдохновлена Древним Египтом и историями Говарда Филлипса Лавкрафта. Обложка представляет собой крылатое кольцо Гора, окружённое змеями. Этот альбом группы Nile стал последним записанным на лейбле Relapse Records. Следующим лейблом, с которым Nile заключили контракт, стал Nuclear Blast Records.

Карл Сандерc в одном из интервью прокомментировал смену лейбла звукозаписи:
Мы в восторге от возможностей и потенциала замечательных людей, работающих на лейбле Nuclear Blast Records. С еще большим нетерпением ждем начала работы над следующим своим альбомом, где смело продолжим доносить уникальный стиль группы — до наших поклонников. Также мы хотели бы поблагодарить всю команду Relapse Records за многие счастливые совместные годы работы. Мы продолжаем считать их нашими друзьями и товарищами и желаем им всего самого лучшего.
Лейблом Relapse Records 10 июля 2007 года был выпущен сборник Legacy of the Catacombs, CD включает в себя 12 лучших песен за всю карьеру группы начиная с первого альбома Amongst The Catacombs of Nephren-Ka и заканчивая альбомом Annihilation of the Wicked. В DVD вошли 3 студийных клипа группы.
Альбом Ithyphallic стал пятым студийным альбомом группы Nile. Выпущен альбом был 17 июля 2007 года на новом лейбле Nuclear Blast Records. Так же это первый альбом группы, в котором не прилагалось описание всех песен. Однако было выпущено 1000 копий бонус издания. На обложке альбома изображена статуя древнеегипетского бога изобилия Беса, который был придуман египетскими рабами.

### Those Whom the Gods Detest (2008—2010)
Альбом Those Whom the Gods Detest стал шестым студийным альбомом группы Nile. Альбом был выпущен 3 ноября 2009 года в Северной Америке и 6 ноября того же года в Европе на лейбле Nuclear Blast Records. Продюсерами альбома стали Неил Кернон и Эрик Рутан. На обложке альбома изображён египетский фараон Эхнатон. Название и обложка альбома перекликаются между собой, так как Эхнатон провёл несколько бесполезных и никому не нужных религиозных реформ. На странице группы появилась информация, что группа готовит к выпуску DVD с историей создания альбома. Так же как и в предыдущих альбомах в комплекте будет идти буклет, объясняющий лирику каждой песни. 24 сентября 2009 года песня «Permitting the Noble Dead to Descend to the Underworld» стала официально доступна для скачивания на MySpace группы.

### At the Gate of Sethu (2011—2012)

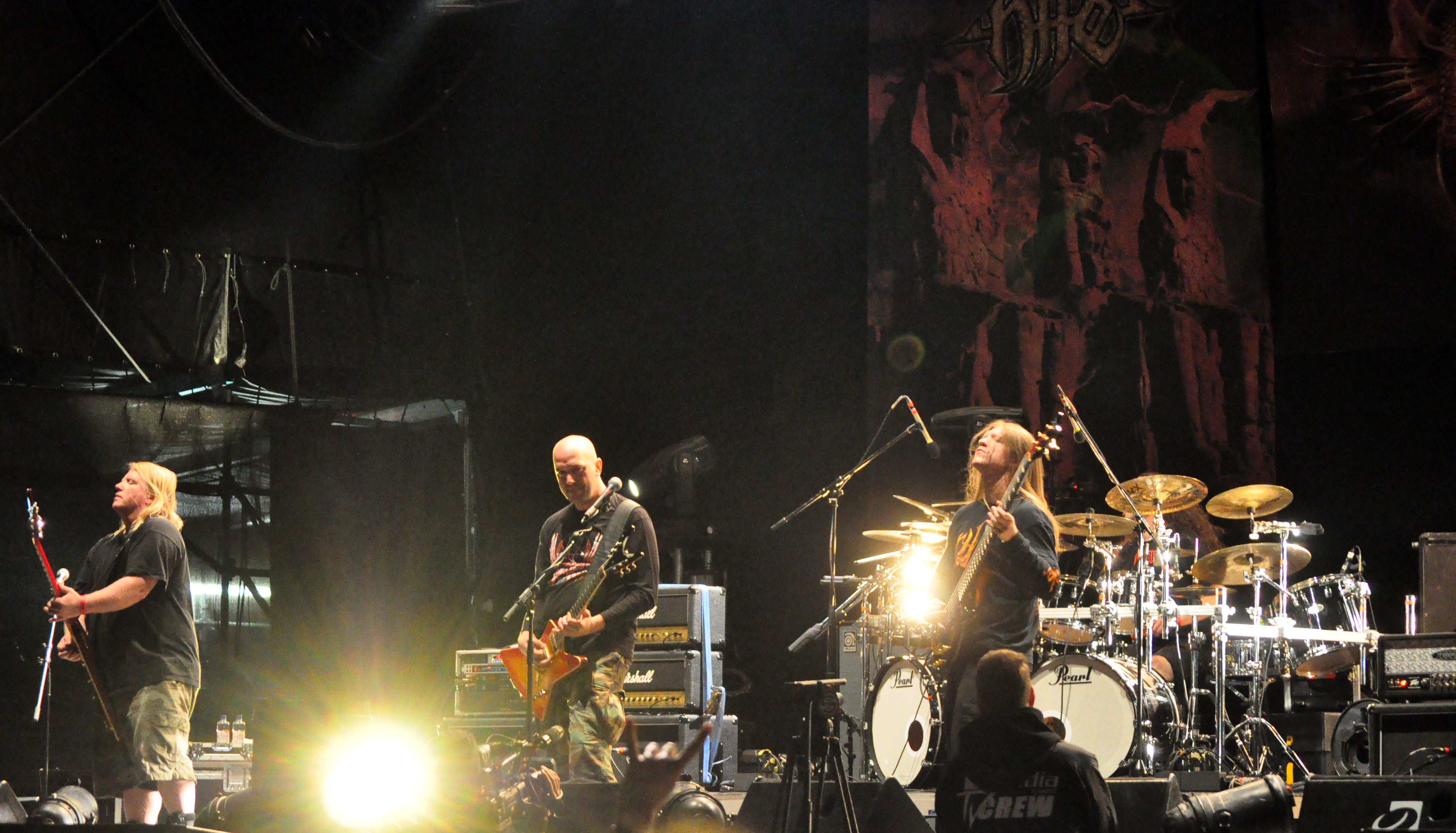
Nile, 2012

At the Gate of Sethu — седьмой студийный альбом группы Nile. Работа над альбомом началась в мае 2011 года. Альбом был выпущен 29 июня 2012 года в Европе и 29 июля в Северной Америке лейблом Nuclear Blast. Продюсером стал Неил Кернон. 25 мая 2012 года второй трек альбома «The Fiends Who Come to Steal the Magick of the Deceased» дебютировал на Noisecreep. 22 ноября 2012 года Nile выпустили клип на «Enduring the Eternal Molestation of Flame».

### What Should Not Be Unearthed (2012—2019)
В период, начиная с 2012 года, заканчивая 2015 году группа работает над альбомом What Should Not Be Unearthed, который оказался очень успешен как в США, так и за рубежом. Это был последний альбом, на котором принимал участие гитарист и вокалист группы Даллас Толер-Уэйд, который бессменно был с группой, начиная с альбома Black Seeds of Vengeance. Толер-Уэйд объяснил свой уход тем, что теперь он занят в новой группе Narcotic Wasteland.
Толер-Уэйд был заменён новым гитаристом Брайаном Кингслендом, новым басистом стал Брэд Пэррис. В обновленном составе в период с 2015 год по 2019 год группа работает над новым материалом и дает концерты. В 2016 году Nile посетили Россию и дали концерты в Санкт-Петербурге (19.04.2016, Club Zal), Москве (20.04.2016, Volta), Екатеринбурге (21.04.2016, Tele-Club), Краснодаре (23.04.2016, Arena Hall). До 2019 года группа работает над новым альбомом Vile Nilotic Rites

### Дальнейшее развитие группы (2019-наши дни)
1 ноября 2019 года Nile выпускает новый девятый студийный альбом Vile Nilotic Rites. На этом альбоме произошли достаточно существенные изменения в составе. Vile Nilotic Rites — единственный альбом группы с басистом/вокалистом Брэдом Пэррисом и первый с гитаристом/вокалистом Брайаном Кингслендом, последний из которых заменил Далласа Толера-Уэйда в 2017 году.

В 2019 году в поддержку альбома Nile отправилась в тур совместно с американской дэтграйнд-группой Terrorizer, который начался 1 ноября в штате Джорджия и завершился 14 декабря в родном для Nile Гринвилле, Южная Каролина. Сандерс комментировал тур следующими словами: 
Группа с нетерпением ждет предстоящего тура Nile/Terrorizer ноябре-декабре 2019 года. Nile и Terrorizer уже прекрасно провели время, гастролируя вместе по Европе в прошлом году, и я не сомневаюсь, что Nile и Terrorizer, гастролируя по Штатам, станут феерическим метал-безумием. Мы в Nile очень воодушевлены этим туром, так как мы сыграем несколько убийственных новых песен с нашего новейшего альбома, а также классические песни Nile. До встречи на гастролях!

## Состав группы
Схема 
Timeline

### Нынешние участники
- Карл Сандерс − вокал, гитара, клавиши (с 1993 года)
- Джордж Коллиас − ударные (с 2004 года)
- Брэд Пэррис — бас-гитара, бэк-вокал (с 2015 года)
- Брайан Кингсленд — гитара, вокал (с 2017)

### Бывшие участники
- Джон Эллерс − гитара (1996−1997)
- Пит Хамура − ударные, бэк-вокал (1993−2000)
- Дерек Родди − ударные (2000)
- Чиф Спайрс − бас-гитара, бэк-вокал (1993−2001)
- Тони Лорино − ударные (2000−2004)
- Джон Весано − бас-гитара, бэк-вокал (2000−2005)
- Крис Лоллис − бас-гитара, бэк-вокал (живые выступления 2007−2010, постоянный участник 2010−2012)
- Тод Эллис − бас-гитара, бэк-вокал (2012—2015)
- Даллас Толер-Уэйд − гитара, вокал (1997—2017)

### Участники живых выступлений
- Тим Юнг − ударные (живые выступления, 2003)
- Стив Такер − бэк-вокал, бас-гитара (живые выступления, 2005)
- Джо Пэйн − бас-гитара, бэк-вокал (живые выступления, 2005−2007)

## Дискография

### Альбомы
| Год             | Альбом                                                   | Самые верхние позиции в чартах | Самые верхние позиции в чартах | Самые верхние позиции в чартах | Самые верхние позиции в чартах | Самые верхние позиции в чартах | Самые верхние позиции в чартах | Лейбл                 |
| Год             | Альбом                                                   | USA                            | FIN                            | FRA                            | NLD                            | SWE                            | UK                             | Лейбл                 |
| --------------- | -------------------------------------------------------- | ------------------------------ | ------------------------------ | ------------------------------ | ------------------------------ | ------------------------------ | ------------------------------ | --------------------- |
| 1998 28 апреля  | Amongst the Catacombs of Nephren-Ka 1-й студийный альбом | —                              | —                              | —                              | —                              | —                              | —                              | Relapse Records       |
| 2000 5 сентября | Black Seeds of Vengeance 2-й студийный альбом            | —                              | —                              | —                              | —                              | —                              | —                              | Relapse Records       |
| 2002 20 августа | In Their Darkened Shrines 3-й студийный альбом           | —                              | —                              | —                              | —                              | —                              | 179                            | Relapse Records       |
| 2005 23 мая     | Annihilation of the Wicked 4-й студийный альбом          | —                              | —                              | —                              | —                              | 27                             | 186                            | Relapse Records       |
| 2007 17 июля    | Ithyphallic 5-й студийный альбом                         | 162                            | 13                             | 113                            | 197                            | —                              | —                              | Nuclear Blast Records |
| 2009 3 ноября   | Those Whom the Gods Detest 6-й студийный альбом          | 160                            | 35                             | 149                            | —                              | —                              | —                              | Nuclear Blast Records |
| 2012 29 июня    | At the Gate of Sethu' 7-й студийный альбом               | —                              | 24                             | 182                            | —                              | 41                             | 196                            | Nuclear Blast Records |
| 2015 28 августа | What Should Not Be Unearthed 8-й студийный альбом        | —                              | 24                             | 132                            | 59                             | —                              | —                              | Nuclear Blast Records |
| 2019 1 ноября   | Vile Nilotic Rites 9-й студийный альбом                  | —                              | —                              | —                              | —                              | —                              | —                              | Nuclear Blast Records |
| 2024 22 августа | The Underworld Awaits Us All 10-й студийный альбом       | —                              | —                              | —                              | —                              | —                              | —                              | Nuclear Blast Records |

- In The Beginning (2000)
- Legacy Of The Catacombs (2007)

### Мини-альбомы и [EP]
- Festivals Of Atonement (1995)
- Ramses Bringer Of War (1997)
- Worship The Animal (1994 The Lost Recordings) (2011)

### Видеоклипы
- Execration Text (2003 год)
- Sarcophagus (2003 год)
- Sacrifice Unto Sebek (2005 год)
- Papyrus Containing The Spell To Preserve Its Possessor Against Attacks From He Who Is In The Water (2007 год)
- Permitting the Noble Dead to Descend to the Underworld (2010 год)
- Enduring the Eternal Molestation of Flame (2012 год)
- Vile Nilotic Rites (2022)